# Люис (остров)
Остров Люис (на английски: Lewis) е най-големият остров от Хебридските острови и трети по големина от Британските острови след Великобритания и Ирландия. Площ 2179 km². Разположен е западно от Шотландия, в най-северната част на Външните Хебриди. На изток протока Норт Минч го отделя от територията на Шотландия, на югоизток протока Литъл Минч – от остров Скай (най-северния от Вътрешните Хебриди), а на юг протока Гирис – от остров Норт Уест. По-голямата част от острова има равнинен релеф, а на юг, в района Харис е нископланиниски. Тук се намира най-високия връх на острова (Клишем 799 m). Бреговата линия е силно разчленена с множество заливи-фиорди (Сторноуей, Бродбей и др.) и полуострови. Климатът е океански, влажен. Средна януарска температура около 3 °C, средна юлска 12 °C, годишна сума на валежите над 1000 mm. Над 2/3 от дните в годината са мъгливи. Зает е от торфища, пасища и мочурища. Основен поминък на населението са риболов и овцевъдство.
Към 2011 г. населението на острованаброява 21 031 жители. Административно се дели на два окръга Люис на север и Харис на юг. Административен център на окръг Люис е градчето Сторноуей, а на Харис – Тарберт.